# X战警
X戰警是一個由漫威漫畫創造的超級英雄團體，由史丹·李和傑克·柯比創作，初次登場於1963年9月出版的漫畫《X戰警》#1中，與其相關的故事在當時的美國主流漫畫界十分受歡迎，並從2000年起推出一部同名電影系列，全球票房收入達3億美元，系列電影至今已拍攝11部。

## 出場人物

### X戰警

#### 正派
X教授（Professor X）
本名：查爾斯·賽维尔（Charles Xavier）
異能：世界上最强的心電感應能力和念力
定位：变种人學校的創辦人兼校长，万磁王的好友，下肢瘫痪。
镭射眼（Cyclops）
原名：史考特·萨默斯（Scott Summers）
異能：眼睛能發射出強力的鐳射
定位：X战警的队长
金鋼狼（Wolverine）
原名：詹姆斯·「羅根」·豪利特（James "Logan" Howlett）
異能：擁有再生癒合因子帶來的緩慢的衰老速度和手關節露出的骨爪，後來因為在骨骼上被植入亞德曼金屬，因此骨爪也變成由亞德曼合金製成
定位：同時是復仇者聯盟的成員，在《復仇者聯盟 vs X戰警》的故事線中甚至選擇站在復仇者聯盟這邊
火凤凰（Phoenix）
原名：琴·葛雷（Jean Grey）
異能：十分強大的精神力量和念力、鳳凰之力
定位：世界上最強大的变种人，體內有著鳳凰之力，現已復活。
漫畫：少女時期被野獸帶回現代並與已經復活的成年琴相見。
暴風女（Storm）
原名：奧蘿洛·摩洛（Ororo Munroe）
異能：能控制天氣的變化
定位：家族傳承異能已經數千年；曾於「烏托邦」擔任領導層之一，目前已加入了非凡X特攻隊。
小淘氣（Rogue）
原名：瑪莉（Marie）
異能：与他人接觸時，能夠吸收那個人的生命力及超能力
定位：現已加入聯合小隊(非凡復仇者)。
鋼人（Colossus）
原名：彼得·拉斯普廷（Peter Rasputin）
異能：能夠透過使全身钢鐵化來獲得力量。
漫畫：秘客的哥哥，加入了由機堡帶領的隊伍。
野獸（Beast）
原名：亨利·"漢克"·麥考伊（Henry "Hank" McCoy）
異能：在情緒激動時會變身成野獸的外表並擁有超人的體能
職業：國防部变种管理部長及聯合國大使
定位：科學顧問，因為與鐳射眼一言不合離開烏托邦，並加入秘密復仇者。而從過去把原始的五位X戰警成員（史考特、琴、過去的自己、冰人和天使）帶回來。
白皇后（White Queen）
原名：艾瑪·佛斯特（Emma Frost）
異能：能夠使全身鑽石化、擁有強大的精神力量
原设：地狱火俱乐部的白皇后，后加入X战警。
天使（Angel）
原名：華倫·沃辛頓三世（Warren Worthington III）
異能：有一雙翅膀用來飛行、能夠適應高空、擁有超強的視覺和自癒能力
定位：繼承了父亲的富有家業;曾為天啟四騎士「死亡」騎士，體內被天啟植入了一個自己的人格，自稱「大天使」，變成此狀態時會長出金屬翅膀及擁有藍色的皮膚
機堡（Cable）
原名：納森·克里斯多福·桑瑪斯（Nathan Christopher Summers）
異能：擁有強大的精神力量及念力
定位：一名神秘的未來戰士，史考特與玛德琳(琴的複製人)之子，左半身被感染成生化機械，撫養了M日後首位出生的變種女孩霍普。
秘客（Magik）
原名：伊琳雅娜·拉斯普廷（Illyana Rasputin）
異能：能夠穿越、擁有魔法能力。
定位：地獄边境女王。加入了『烏托邦』。
靈蝶（Psylocke）
原名：伊莉莎白·布拉多克（Elizabeth Braddock）
異能：擁有心靈感應、能夠用精神力凝聚成刀的能力、擁有忍者般的身體素質、懂得忍者的武術。
定位：英國人，在一次事件中與一名日本女忍者互換身，著名英雄英國隊長的妹妹
彌賽亞（Messiah）
原名：霍普·桑瑪斯（Hope Summers）
異能：能夠複製其他人的能力、體內有着鳳凰之力、懂得崑崙武術
定位：M日後首個出生的變種女孩，复苏变种人异能，由"機堡"带到现代。
快銀（Quicksilver）
原名：皮特洛·馬克希莫夫（Pietro Maximoff）
異能：能夠進行高速移動。
定位：萬磁王之子，後來與姐姐緋紅女巫一起加入復仇者聯盟。
萬磁王（Magneto）
原名：艾瑞克·馬格斯·藍歇爾（Erik Magnus Lehnsherr）
異能：能夠控制磁场和操縱金屬
定位：原為X戰警的主要對手，後加入『烏托邦』，成為戰鬥主力之一，任領導層。

#### 反派
天啟（Apocalypse）
原名：恩·沙巴·努（En Sabah Nur）
異能：能夠控制自身的分子，超人的力量、速度、耐力和耐久性，擁有天才級的智力，能夠操縱物質、能量和分子，擁有飛行能力，不朽，體內擁有再生癒合因子，擁有變身能力，能夠靈魂投射、隔空傳送、隱形傳輸和心靈感應，有一個腦機接口，能夠增強其他變種人的力量，並擁有將意識轉移到另一個人身上的能力
暗影王（Shadow King）
異能：能夠與他人進行心靈感應和佔有他人的心智、不朽
卡珊德拉·諾瓦（Cassandra Nova）
異能：擁有心靈感應、心靈傳送、基因複製和自發細胞再生的能力，無形性，能夠變形、控制宇宙火焰和地獄，對魔法能力和模仿的東西免疫，能夠預感、身心交換、精神控制、靈魂聚集和非物質化
驚惡先生（Mister Sinister）
原名：納撒尼爾·埃塞克斯（Nathaniel Essex）
異能：擁有超人的力量、持久性及耐力，擁有心靈感應和念力，能夠震盪能量，性命非常長壽，能夠在分子等級上操縱身體
普羅透斯（Proteus）
原名：凱文·瑪塔格（Kevin MacTaggert）
異能：能夠扭曲現實、佔有他人的身體，身體由靈能量組成
劍齒虎（Sabretooth）
原名：維克多·克里德（Victor Creed）
異能：擁有超人的感官、力量、速度、耐久性、反應和動物般的屬性，能通過再生癒合因子延長壽命，擁有可伸縮的爪子和鋒利的牙齒，能力與金鋼狼相似。
遊戲人（Arcade）
原名：未知
異能：擁有天才級的智商
通過科技：對能源和魔法有很多的知識，由力場生成，力量接近無敵，能控制運動技能、念力、操縱物質和用簡單的手勢炸裂任何人
堡壘（Bastion）
原名：無
異能：對心靈感應的探測和變種能力的免疫力，擁有強大的適應能力，身體由科技病毒組成，能夠將人變成原始哨兵並命令其他哨兵，能夠操縱能量、隱形傳輸和操控時間，擁有超人的力量和耐久性，擁有飛行能力

## 漫畫
| 名稱／刊數                                     | 出版日期       | 集數       | 備註                  |
| ---------------------------------------------- | -------------- | ---------- | --------------------- |
| 不可思議的X戰警（Uncanny X-Men） Vol.1         | 1963年～2011年 | 全544集    |                       |
| 不可思議的X戰警（Uncanny X-Men）Vol.2          | 2012年         | 全20集     | Regenesis             |
| 不可思議的X戰警（Uncanny X-Men）Vol.3          | 2013年～2015年 | 全35集     | MARVEL NOW!           |
| 不可思議的X戰警（Uncanny X-Men）Vol.4          | 2016年～2017年 | 全19集     | ALL NEW ALL DIFFERENT |
| X戰警 金（X-Men Gold）                         | 2017年～       | 連載中     | ResurrXion            |
| X戰警 藍（X-Men Blue）                         | 2017年～       | 連載中     | ResurrXion            |
| X戰警 紅（X-Men Red）                          | 2018年～       | 連載中     | Marvel Legacy         |
| 金鋼狼與X戰警（Wolverine and the X-Men） Vol.1 | 2011年～2014年 | 全42集     | Regenesis             |
| 金鋼狼與X戰警（Wolverine and the X-Men） Vol.2 | 2014年         | 全12集     | ALL NEW MARVEL NOW!   |
| 非凡的X戰警（Extraordinary X-Men）             | 2015年～2017年 | 全20集     | ALL NEW ALL DIFFERENT |
| 全新的X戰警（All-New X-Men） Vol.1             | 2012年～2015年 | 全41集     | MARVEL NOW!           |
| 全新的X戰警（All-New X-Men） Vol.2             | 2015年～2017年 | 全19集     | ALL NEW ALL DIFFERENT |
| X特攻隊（X-Force） Vol.1                       | 1991年～2002年 | 全129集    |                       |
| X特攻隊（X-Force） Vol.2                       | 2004年～2005年 | 全6集      |                       |
| X特攻隊（X-Force） Vol.3                       | 2008年～2010年 | 全28集     |                       |
| 不可思議的X特攻隊（Uncanny X-Force） Vol.1     | 2010年～2012年 | 全35集     |                       |
| 不可思議的X特攻隊（Uncanny X-Force） Vol.2     | 2013年～2014年 | 全17集     | MARVEL NOW!           |
| 機堡與X特攻隊（Cable and X-Force）             | 2012年～2014年 | 全19集     | MARVEL NOW!           |
| X特攻隊（X-Force） Vol.4                       | 2014年～2015年 | 全15集     | ALL NEW MARVEL NOW!   |
| X武器（Weapon X）                              | 2017年～       | 連載中     | ResurrXion            |
| X戰警（X-Men） Vol.1                           | 1991年～2001年 | #1～#113   |                       |
| 新X戰警（New X-Men）                           | 2001年～2004年 | #114～#156 |                       |
| X戰警（X-Men） Vol.2                           | 2004年～2008年 | #157～#207 |                       |
| X戰警：遺產（X-Men: Legacy） Vol.1             | 2008年～2012年 | #208～#275 |                       |
| X戰警（X-Men） Vol.3                           | 2011年～2013年 | 全41集     |                       |
| X戰警：遺產（X-Men: Legacy） Vol.2             | 2012年～2014年 | 全24集     |                       |
| X戰警（X-Men） Vol.4                           | 2013年～2015年 | 全26集     | MARVEL NOW!           |
| 驚人的X戰警（Astonishing X-Men） Vol.1         | 1995年         | 全4集      |                       |
| 驚人的X戰警（Astonishing X-Men） Vol.2         | 1999年         | 全3集      |                       |
| 驚人的X戰警（Astonishing X-Men） Vol.3         | 2004年～2013年 | 全68集     |                       |
| 驚人的X戰警（Astonishing X-Men） Vol.4         | 2017年～       | 連載中     | ResurrXion            |
| 超凡X戰警（Amazing X-Men） Vol.1               | 1995年         | 全4集      |                       |
| 超凡X戰警（Amazing X-Men） Vol.2               | 2013年～2015年 | 全19集     |                       |
| 新變種人（New Mutants） Vol.1                  | 1983年～1991年 | 全100集    |                       |
| 新變種人（New Mutants） Vol.2                  | 2003年～2004年 | 全13集     |                       |
| 新X戰警：X學院（New X-Men: Academy X）         | 2004年～2008年 | 全46集     |                       |
| 年輕X戰警（Young X-Men）                       | 2008年～2009年 | 全12集     |                       |
| 新變種人（New Mutants） Vol.3                  | 2009年～2012年 | 全50集     |                       |
| X因素（X-Factor） Vol.1                        | 1986年～1998年 | 全149集    |                       |
| X因素（X-Factor） Vol.2                        | 2002年         | 全4集      |                       |
| X因素（X-Factor） Vol.3                        | 2006年～2013年 | 全94集     |                       |
| 全新的X因素（All-New X-Factor）                | 2014年～2015年 | 全20集     | ALL NEW MARVEL NOW!   |
| 極限X戰警（X-Treme X-Men） Vol.1               | 2001年～2004年 | 全46集     |                       |
| 極限X戰警（X-Treme X-Men） Vol.2               | 2012年～2013年 | 全13集     |                       |
| X世代（Generation X） Vol.1                    | 1994年～2001年 | 全75集     |                       |
| X世代（Generation X） Vol.2                    | 2017年～       | 連載中     | ResurrXion            |
| X-Statix                                       | 2002年～2004年 | 全26集     |                       |

## 其他媒體

### 電影
- 《X戰警》（2000年）
- 《X戰警2》（2003年）
- 《X戰警：最後戰役》（2006年）
- 《X戰警：第一戰》（2011年）
- 《X戰警：未來昔日》（2014年）
- 《X戰警：天啟》（2016年）
- 《X戰警：黑鳳凰》（2019年）

#### 回歸MCU
2017年12月，華特迪士尼公司以524億美元收購二十世紀霍士集團旗下部分產權，包括由二十世紀霍士所擁有的X戰警、驚奇4超人等系列版權，也一併收回華特迪士尼公司旗下漫威影業。2017年12月14日，華特迪士尼公司宣布X戰警、死侍、驚奇4超人等角色，將正式回歸漫威電影宇宙。

### 電視劇
- 《變種軍團》（2017年2月開播）
- 《變種天賦》（2017年10月開播）
- 《X戰警97》

### 電子遊戲
以變種特攻為主題的電子遊戲：
- Marvel's X-Men (Acclaim)
- X-Men (1992, Konami)
- X-Men: Mutant Apocalypse (Capcom)
- X戰警：磁場原子人 (1994, Capcom)
- Marvel Super-Heroes (1995, Capcom)
- X-Men vs. Street Fighter (1996, Capcom)
- Marvel Super Heroes vs. Street Fighter (1997, Capcom)
- Marvel vs. Capcom: Clash of Super Heroes (1998, Capcom)
- Marvel vs. Capcom 2: New Age of Heroes (2000, Capcom)
- X戰警 (Sega)
- X戰警2：複製人大戰 (Sega)
- X-Men: Mutant Wars
- X-men: Wolverine's Rage
- X2: Wolverine's Revenge (2003)
- X-Men: Mutant Academy (2000)
- X-Men: Mutant Academy 2 (2001)
- X-Men: Next Dimension (2002)
- X-Men Legends (2004, Activision)
- X-Men Legends 2 (2005, Activision)
- X-Men 3: The Last Stand (The Official Game)(2006, Activision)

含有X戰警角色的電子遊戲：
- 《樂高漫威超級英雄》
- 《漫威英雄 Online》：有多位X戰警角色可供遊玩
- 《未來之戰》

## 外部連結
- 官方主頁 （页面存档备份，存于）
- Chronology.Net （页面存档备份，存于）（X戰警劇本）
- Children of The Atom （页面存档备份，存于）
- GameFAQ's Comic Book FAQ: X-Men
- UncannyXmen.net （页面存档备份，存于）
- DRG4's X-Men the Animated Series Page （页面存档备份，存于）
- mutanthigh.com （页面存档备份，存于）
- X戰警中心